# Екатерининское (Омская область)
Екатери́нинское — село в Тарском районе Омской области России, центр Екатерининского сельского поселения.

## География
Расположено в 300 км к северу от города Омск на правом берегу реки Иртыш и на реке Абросимовка.

## История
В 1715 году как слобода, где была заведена пашня.
Позже здесь было образовано место каторги, куда ссылали и селили за преступления. Селение долгое время не имело названия.
В 1789 году по указу Императрицы Екатерины II был образован казённый винокуренный завод, который был назван в честь Императрицы.
В 1795 году проживало 8 человек крестьян, остальные ссыльные.
В 1829 году из Тобольска до завода Екатерининского общее расстояние составляло 587 вёрст.
В 1849 году в селе действовала переправа. Из Екатерининского винокуренного завода плавилось по реке вино и водка. Кроме инвалидных команд имелись также караулы и посты в городе Таре и Екатерининском винокуренном заводе, которые содержались своими инвалидными командами: винокуренный завод Екатерининский — число постов 7, на посты выходило ежесуточно 8 офицеров, 2 унтер-офицера, 1 музыкант, 1 ефрейтор, 21 рядовой. В селе действовала Заводо-Екатерининская инвалидная команда. Винокуренный завод Екатерининский был признан удобным местом для размещения пехоты: ротные и эскадронные дворы, число дворов 261, величина района 11 вёрст, число деревень в районе формирования 6, всего число дворов 261.
21 октября 1849 года Высочайше утверждено в Царском Селе Расписание Тобольского пешего казачьего батальона, по которому для охранения Екатерининского винокуренного завода требовался 1 урядник, 6 казаков.
В 1855 году Тарский округ посетил губернатор Тобольской губернии В. А. Арцимович, который объехал округ и обревизовал в нём окружные присутственные места, осмотрел громадный казённый Екатерининский винокуренный завод с каторжными рабочими, вблизи города Тары.
В 1858 году открыто министерское училище. Изначально как приходское.
В апреле 1859 года служащий в Екатерининском винокуренном заводе урядник Абдулл Рафикович Рузиев по распоряжению заводского начальства был отправлен в город Тару для сдачи на почту казённых денег в количестве 176 рублей серебром и не здавши этих денег по принадлежности бежал, но был пойман в Каинском округе посредством нарочно-посланного казака Федулова.
В 1861 году построена церковь на Высочайше ассигнованные средства из общих губернских доходов.
26 октября 1865 года по именному приказу военного министра «О подчинении Тобольскому губернскому воинскому начальнику местных команд: Омской и Петропавловской и команды Екатерининского винокуренного казённого завода в Западной Сибири», военную команду Екатерининского винокуренного завода было велено подчинить на общем основании с прочими местными войсками Тобольской губернии, губернскому военному начальнику этой губернии.
На 1865 год располагалось в 12 верстах к северо-востоку от Тары, на противоположной стороне Иртыша с казённым винокуренным заводом. Жителей 1654 душ обоего пола, дворов 271. Имеется училище и острог для ссыльно-каторжных. Селение правильно выстроено и имеет много обширных домов.
На 1868 год насчитывалось 243 двора. Имелся винокуренный завод.
Село входило в состав Логиновской волости Тарского уезда Тобольской губернии.
На 1893 год в пользовании села имелось 8634 десятины удобной земли. В среднем на двор приходилось 99,2 десятины земли, на 1 душу мужского пола 43,4 десятины земли, на 1 душу обоего пола 20,4 десятины земли. Насчитывалось 100 дворов (87 крестьянских и 13 не крестьянских).
В 1894 году в селе был учреждён еженедельный торжок по пятницам.
В 1895 году житель села Черемисинов участвовал в сельскохозяйственная и кустарной выставке в городе Кургане, где представил образцы садовой гнутой мебели из ивовых ветвей, состоящей из стола, дивана, шести стульев, двух кресел и пары подставок для цветов.
В 1897 году в селе проживало 725 человек, из них 709 православные.
В 1899 году открыт Екатерининский сельский банк.
На 1900 год имелась церковь, министерская школа.
В 1903 году село располагалось при речке Абросимовке на земском тракте. В селе имелась земская станция, церковь, министерская школа, сельский банк, хлебозапасный магазин, 3 торговые лавки, водяная мельница, переселенческий барак, санатория «Общества вспомоществования учившим и учащим Тобольской губернии», казённая винная лавка. Насчитывалось 119 дворов.
В 1909 году село располагалось при реке Иртыше и речке Абросимовке в 592 верстах от губернского города, 12 верстах от уездного города, камеры мирового судьи, врачебного пункта, базара, 40 верстах от волостного правления, 60 верстах от приставского участка. Имелось 128 отдельных хозяйств, церковь, школа официальная, хлебозапасный магазин, винная лавка, 4 трактира, водяная мельница, кузница, земская станция. Во владении села было 150 десятин пахотной земли, 105 десятин сенокосной земли, всего 255 десятин.
В 1912 году открыто Екатерининское кредитное товарищество.
На 1912 год в селе хлебопашеством занимались редкие крестьяне, но и у них своего хлеба едва хватало до половины зимы. Главными занятиями крестьян служил сбыт леса и доставка дров по казённым подрядам. Имелось 4 мелочные лавки, пивная лавка, винная лавка.
В 1919 году село становится центром Екатерининской волости.
В 1921 году Сибревком объявил Екатерининский завод, как имеющий местное лечебное значение для Омской губернии и представляющий климатическое лечение.
В 1923 году близ села Екатерининского Екатерининской волости профессор П. Л. Драверт обнаружил залежи лигнита (бурого угля).
В 1925 году становится центром Екатерининского района Тарского округа Сибирского края.
На 1926 год в селе имелся сельский совет, районный исполнительный комитет, школа 1 ступени, библиотека, изба-читальня, агропромышленный пункт, ветеринарный пункт, почтовое агентство, ссудосберегательная касса, лавка общества потребителей, маслозавод. Насчитывалось 193 хозяйства.
В 1929 году Екатерининский район был упразднён и разделён между Муромцевским и Тарским районами.
В 1931 году действовала лесохимическая школа с 260 учащимися.
На 1991 год в селе располагался Химпромкомбинат.

## Достопримечательности
- В центре села находится православный храм, восстановленный в 2000 году
- Музей истории села Екатерининское
- Мемориал жителям села — участникам Великой Отечественной войны

## Население
- 1865—1654 человека;
- 1868—1366 человек (714 м — 652 ж);
- 1893—423 человека (199 м — 224 ж);
- 1897—725 человек (371 м — 354 ж);
- 1900—609 человек (313 м — 296 ж);
- 1903—530 человек (270 м — 260 ж);
- 1909—666 человек (339 м — 327 ж);
- 1912—728 человек (362 м — 366 ж);

| 1926 | 2002  | 2010  |
| ---- | ----- | ----- |
| 885  | ↗2531 | ↘2317 |